# Dan Crowley
Pour les articles homonymes, voir Crowley.
Pas d'image ? Cliquez ici

a Compétitions nationales et continentales officielles uniquement.

b Matchs officiels uniquement.
Dernière mise à jour le 2 février 2024.
 Daniel James Crowley, né le 28 août 1965 à Brisbane, est un joueur australien de rugby à XV, qui jouait avec l'équipe d'Australie (38 sélections) au poste de pilier. Il a remporté les  Coupes du monde 1991 et 1999. Il participe également à la 1995.

## Carrière

### En équipe nationale
Il a effectué son premier test match le 1er juillet 1989 contre les Lions britanniques,  et son dernier test match le 6 novembre 1999  contre l'équipe de France.
Crowley a remporté la Coupe du monde 1991 (1 match joué). Il a disputé la coupe du monde de 1995 (3 matchs). Crowley a remporté la Coupe du monde 1999 (4 matchs).

## Palmarès

### En club
- 124 matchs avec les Queensland Reds

### En équipe nationale
- Vainqueur de la Coupe du monde en 1991 et 1999
- Nombre de matchs avec l'Australie : 38

3 en 1989, 1 en 1991, 2 en 1992, 1 en 1993, 5 en 1995, 7 en 1996, 10 en 1998, 9 en 1999
- 5 points, 1 essai